# Coccycua
Coccycua és un gènere d'ocells de la família dels cucúlids (Cuculidae ).

## Taxonomia
Segons la Classificació del Congrés Ornitològic Internacional (versió 2.5, 2010) aquest gènere està format per tres espècies:
- cucut cendrós (Coccycua cinerea).
- cucut esquirol menut (Coccycua minuta).
- cucut nan (Coccycua pumila).